# Astragalus epiglottis
El gallet (Astragalus epiglottis) és una espècie de planta herbàcia pertanyent a la família de les lleguminoses. Es troba a Europa i Nord d'Àfrica.

## Descripció
És una petita herba anual erecta que aconsegueix una grandària de fins a 25 cm d'altura, de fulles compostes i d'aspecte tomentós. Les inflorescències es presenten en forma de raïms de fins a 15 flors. El fruit és molt característic, amb forma ròmbica, amb dors còncau i ventre agut, acabat en un pic corbat i cobert densament de llargs pèls.

## Distribució i hàbitat
És una planta herbàcia perennifòlia que té una distribució per la regió del Mediterrani i es troba en les pastures anuals.

## Taxonomia
Astragalus epiglottis va ser descrita per Linneo i publicat a Species Plantarum 2: 759, l'any 1753. (1r de maig de 1753)
Etimologia
Astragalus: nom genèric derivat del grec clàssic άστράγαλος i després del Llatí astrăgălus aplicat ja en l'antiguitat, entre altres coses, a algunes plantes de la família Fabaceae, a causa de la forma cúbica de les seves llavors semblants a un os del peu.
epiglottis: epítet que deriva de les paraules gregues: epi = "sobre" i glottis = "gola"
sinonímia
- Astragalus asperulus Dufour
- Astragalus ephippium Pomel
- Astragalus epiglossus St.-Lag.
- Astragalus epiglottis var. asperulus (Dufour) DC.
- Astragalus epiglottis subsp. asperulus (Dufour) Nyman
- Astragalus epiglottis var. ephippium (Pomel) Batt.
- Astragalus epiglottis subsp. epiglottis L.
- Astragalus epiglottis var. intermedius Faure & Maire
- Astragalus epiglottis var. longipes Lange
- Astragalus epiglottis var. pedunculata Batt.
- Astragalus epiglottoides Willk.
- Glottis epiglottis (L.) Medik.
- Tragacantha asperula (Dufour) Kuntze
- Tragacantha epiglottis (L.) Kuntze[5]